# Žemaiten

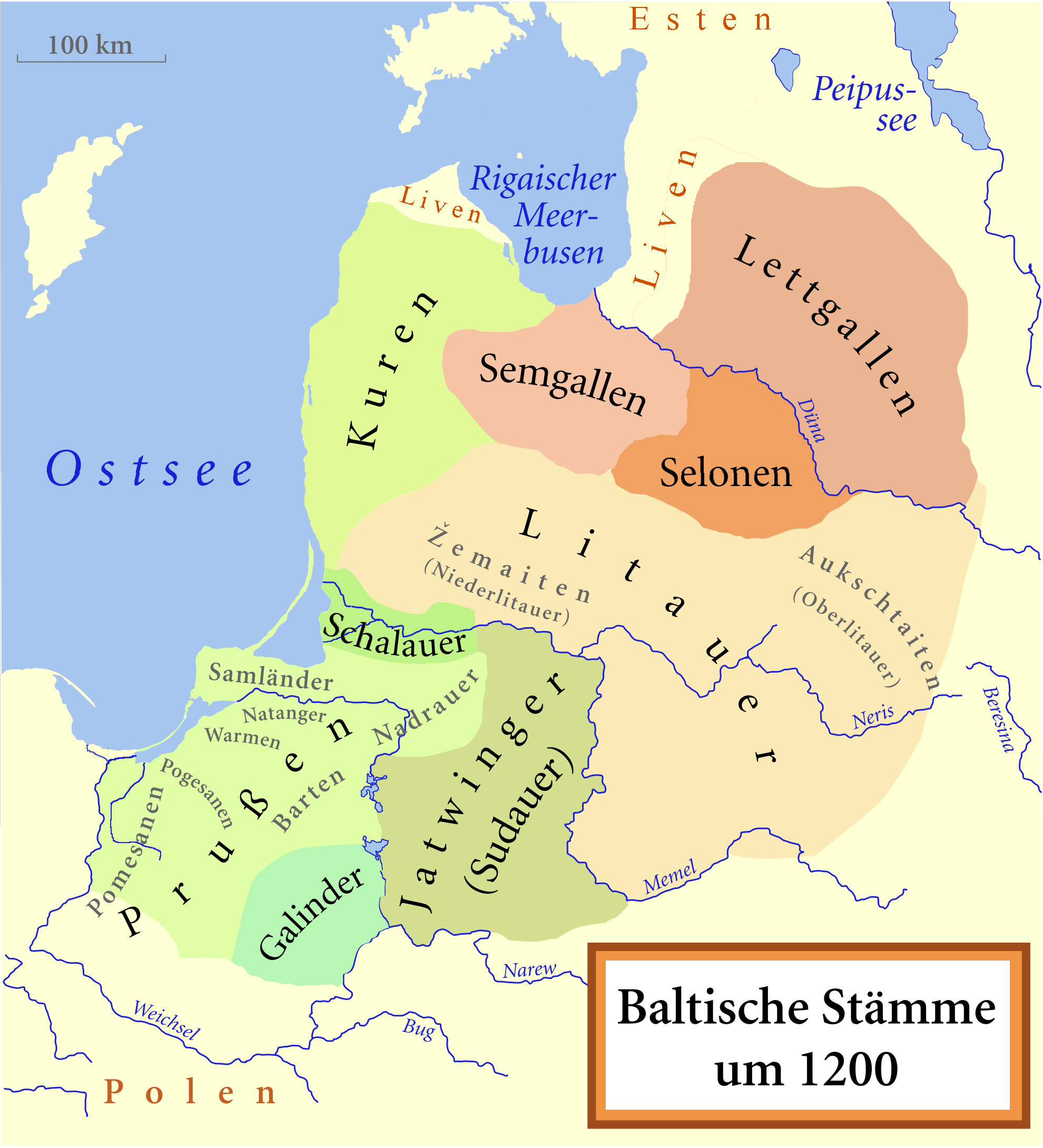
Baltische Stämme im 12. Jahrhundert

Die Žemaiten, auch Schemaiten, Samogiten, Samogitier oder Samaiten, litauisch Žemaičiai, waren ein baltischer Volksstamm. Er war im westlichen Litauen, in Samogitien (lit. Žemaitėjė), ansässig. Ihre Sprache Žemaitisch besteht bis heute dem Litauischen angenähert als litauischer Dialekt, der auch „Niederlitauisch“ genannt wird, fort. Um 880 n. Chr. bezeichnete der angelsächsische Reisende Wulfstan die Žemaiten als Sarmanten.